# Comtat de Morton (Kansas)
El Comtat de Morton (en anglès: Morton County; abreviació estatal estàndard: MT) és un comtat localitzat al sud-oest de l'estat estatunidenc de Kansas. Tenia una població de 3.233 habitants segons el cens dels Estats Units del 2010, el qual representa una disminució de 263 habitants respecte del cens dels Estats Units del 2000. La seu de comtat i municipi més poblat és Elkhart. El comtat va ser creat el 1886.

## Història
El Comtat de Morton va ser anomenat per a Oliver Morton, el qual fou senador estatunidenc d'Indiana.

## Llei i govern
Tot i que la Constitució de Kansas el 1986 va ser ratificada perquè la venda de begudes alcohòliques fos legal amb l'aprovació de votants, el Comtat de Morton no ha votat mai per a legalitzar la venda d'alcohol i, per tant, és un «dry county» (comtat que no ven alcohol).

## Geografia
Segons l'Oficina del Cens dels Estats Units, el comtat tenia una àrea total de 1.890,5 quilòmetres quadrats, dels quals 1.890,5 quilòmetres quadrats són terra i 0,053 quilòmetres quadrats (0,003%) són aigua.

### Àrea nacional protegida
- Cimarron National Grassland (part)

### Comtats adjacents
|  |  |  |
|  |  |  |
|  |  |  |

## Demografia

Piràmide de població del Comtat de Morton (2000)

Segons el cens del 2000, hi havia 3.496 habitants, 1.306 llars i 961 famílies residint en el comtat. La densitat de població era d'1,71 habitants per quilòmetres quadrat. Hi havia 1.519 llars en una densitat de 0,80 llars per quilòmetre quadrat. La composició racial del comtat era d'un 88,39% blancs, un 0,20% negres o afroamericans, un 1,14% natius americans, un 1,06% asiàtics, un 7,52% d'altres races i un 1,69% de dos o més races. Un 14,10% de la població eren hispànics o llatinoamericans de qualsevol raça.
Hi havia 1.306 llars de les quals un 36,60% tenien menors de 18 anys vivint-hi, un 64,20% eren parelles casades vivint juntes, un 6,80% tenien una dona com a cap de família sense cap marit present i un 26,40% no eren famílies. En un 24,30% de totes les llars només hi vivia una persona i en un 9,20% hi vivia algú sol o sola major de 64 anys. De mitjana, la mida de la llar era de 2,63 persones i la de la família era de 3,15 persones.
Pel comtat la població s'estenia en un 29,30% menors de 18 anys, un 8,00% de 18 a 24 anys, un 27,20% de 25 a 44 anys, un 21,50% de 45 a 64 anys i un 13,90% majors de 64 anys. L'edat mediana era de 36 anys. Per cada 100 dones hi havia 94,40 homes. Per cada 100 dones majors de 17 anys hi havia 93,70 homes.
L'ingrés econòmic anual de mediana per a una llar en el comtat era de 37.232 $ i l'ingrés econòmic anual de mediana per a una família era de 43.494 $. Els homes tenien un ingrés econòmic anual de mediana de 31.875 $ mentre que les dones en tenien de 19.474 $. La renda per capita per comtat era de 17.076 $. Un 8,50% de les famílies i un 10,50% de la població estaven per sota del llindar de la pobresa, incloent-hi dels quals un 14,00% menors de 18 anys i un 5,20% majors de 64 anys.

## Municipalitats

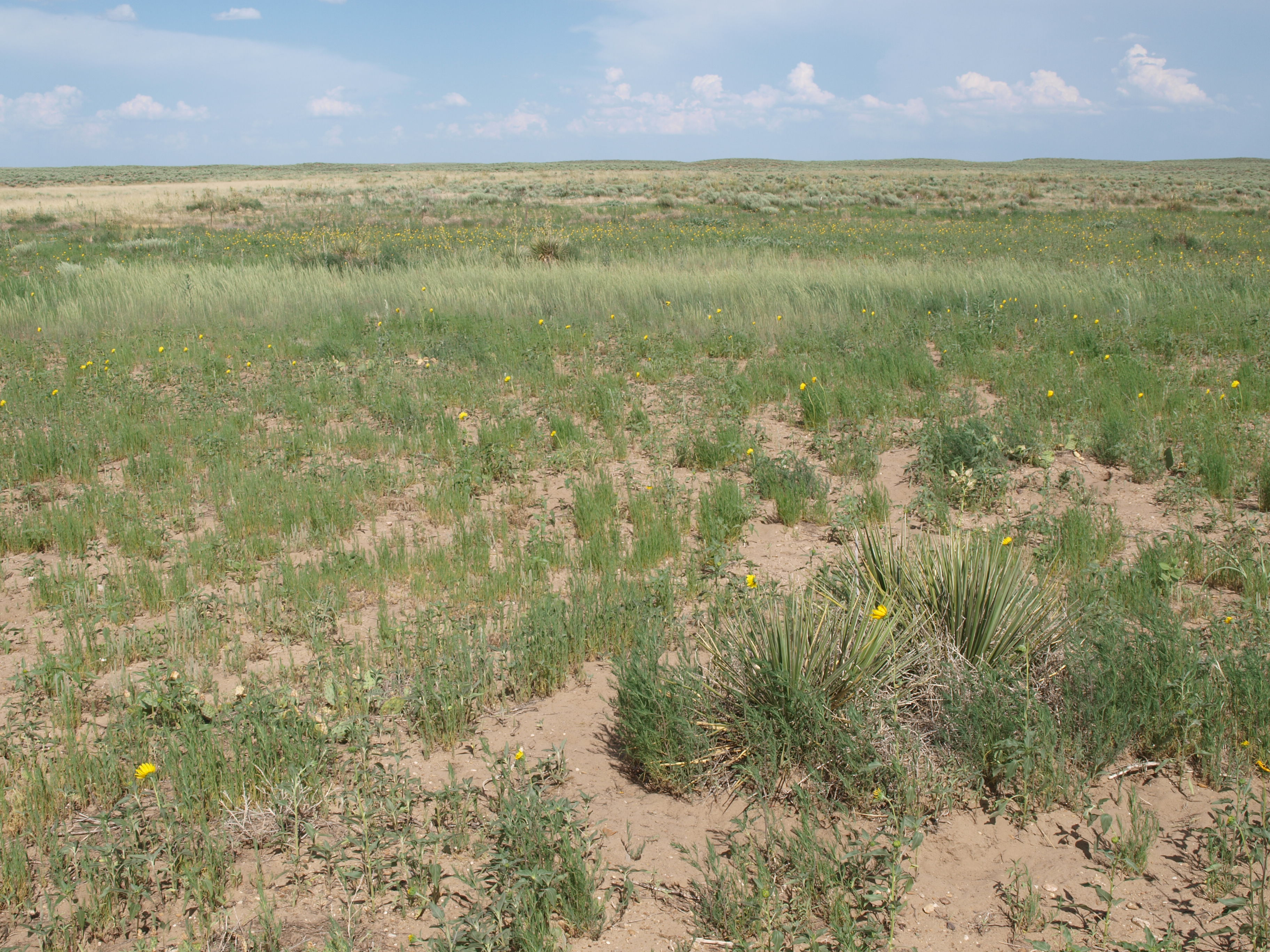
Plantes a l'àrea nacional protegida Cimarron National Grassland

### Ciutats incorporades
Nom i població (cens del 2010):
- Elkhart, 2.205 habitants (seu de comtat)
- Rolla, 442 habitants
- Richfield, 43 habitants

### Llocs no incorporats
- Wilburton

## Townships
El Comtat de Morton se subdivideix en 6 townships. Cap de les ciutats del comtat són governamentalment independents i totes les dades incloen les de les ciutats. En la taula següent, el centre de població és la ciutat més gran (o ciutats) inclòs en la població total del township, si és d'una mida significant.

## Educació

### Districtes escolars unificats
- Rolla USD 217
- Elkhart USD 218